# 루키우스 뭄미우스
루키우스 뭄미우스 아카이쿠스(라틴어: Lucius Mummius Achaicus, 생몰년 미상, 기원전 2세기)는 로마 공화정 시대의 정치가, 군인이다. 훗날 그리스에서 공적으로 ‘아카이쿠스’(Achaicus, ‘아카이아를 제압한 자’라는 뜻)의 칭호가 수여되었다. 또한 그는 처음에 군사적 공적으로 칭호를 받았던 플레브스(평민) 출신의 인물로 ‘노부스 호모’(novus homo, 새로운 인간 즉, 새로 귀족이 된 사람, 새내기라는 의미)라는 인물의 선구자이기도 하다.

## 생애

### 프라이토르
루키우스 뭄미우스는 플레브스 출신이며, 기원전 187년에 호민관을 지낸 루키우스 문미우스의 아들이라는 것 외에는 그 알려진 바가 없다.
기원전 154년에 히스파니아 북부에서 프라이토르(법무관)에 선출되어 군대를 이끌고 루시타니아에 원정을 떠났다. 지브롤터에서 루시타니족을 상대로 승리를 거두며 그 공적으로 로마에 개선식을 거행했다.

### 코린토스
기원전 146년에 집정관으로 선출되어 아카이아 동맹과의 전쟁을 위해 로마 군단을 이끌고 펠로폰네소스반도에 원정을 나섰다. 〈코린토스 전쟁〉에서 아카이아 동맹을 상대로 승리를 거두고, 코린토스를 함락시켰다. 반역에 대한 본보기로 남자는 몰살시키고, 여자 아이들은 노예로 팔았으며, 시내의 예술 작품은 로마로 보냈다고 한다. 이 전쟁으로 코린토스는 소멸되었고, 도시는 철저히 파괴되었다. 또한 문미우스의 원정으로 그리스는 로마 속주인 아카이아 속주가 되었다.
불필요하게 여겨졌던 과도한 징벌 행위는 오랫동안 그의 성격에 의한 것이라고 믿고 있었지만, 후세의 역사가 몸젠은 로마와의 교역 라이벌을 제거하기 위해 원로원의 정책에 의한 것이었다고 설명하고 있다. 또한 폴리비오스는 문미우스가 주위의 압력을 억제할 수 없었기 때문에 코린트를 파괴했다고 밝혔다. 또한 같은 해인 기원전 146년에 마케도니아가 로마 속주(마케도니아 속주)가 되었고, 이후 문미우스의 동료 켄소르(감찰관)가 된 스키피오 아이밀리아누스가 로마 군을 이끌고 카르타고를 멸망시켰다.
그러나 이후 문미우스 행동은 공정하고, 결벽했다. 특히 종교 문제에 관해서 그는 정중하고, 신중한 태도를 취했기 때문에 그리스인들의 존경을 받았다고 한다. 문미우스는 로마로 귀환하여 개선식을 하는 영예를 얻었고, 그리스에서 세운 공적으로 최초의 평민 출신의 ‘노부스 호모’(novus homo, 새로 귀족이 된 사람)가 되었고,‘아카이쿠스’라는 칭호를 부여받았다.

### 켄소르
기원전 142년에 뭄미우스는 스키피오 아이밀리아누스와 함께 감찰관으로 선출되었다. 그의 성격인 엄격함, 성실함은 종종 스키피오의 성격인 관대함, 대범함과 자주 충돌했다고 한다.
그가 로마로 보내온 수 많은 그리스 미술 작품은 많은 로마인들을 자극했고, 그리스 미술에 푹 빠지게 만들었다. 그러나 정작 자신은 그리스 미술에 전혀 관심이 없었으며, 또한 가치있다고 생각지도 않았다고 한다.

## 같이 보기
- 아카이아 동맹